# Great Bedwyn
Great Bedwin est un village du Wiltshire au Royaume-Uni.

## Géographie
Le village se trouve sur la Dun, à environ 7,2 km au sud-ouest d'Hungerford et 9,7 km au sud-est de Marlborough.
Le canal de Kennet et Avon et la ligne de Reading à Taunton longent la Dun et la franchissent dans le village. La gare de Bedwyn est à Great Bedwyn et c'est le terminus pour la liaison via Reading pour London Paddington.
La paroisse se trouve dans les North Wessex Downs réputés pour leurs espaces naturels. Elle inclut les hameaux de Crofton et de St Katharines, avec Tottenham House et une partie de Tottenham Park.

## Histoire

### Antiquité
Une voie romaine, de Cirencester à Winchester, traverse le village avec Crofton sur son parcours. 
Castle Copse, au sud de Great Bedwyn village, est le site d'une villa romaine.